# Intel 440FX

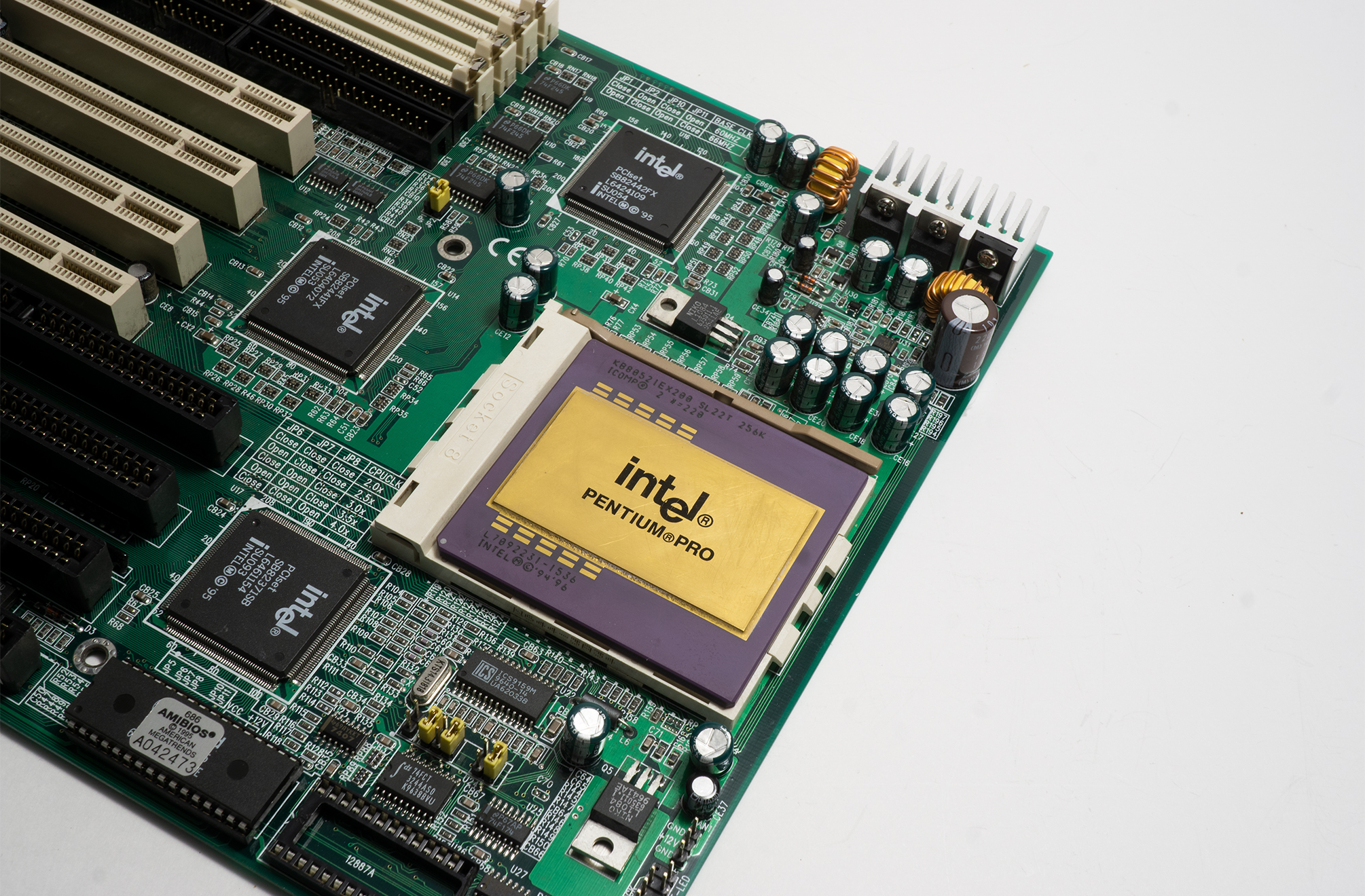
Pentium Proマザーボードの例。中央がCPUのPentium Pro (Socket 8) で、その周囲に440FXチップセット（写真上から反時計回りに82442FX、82441FX、82371SB）が配置されている。

Intel 440FXは、Natomaの名称で知られるインテルが製造し、1996年に発売したPentium Pro用チップセット。後にPentium II用としても用いられた。
Intel 450KXチップセットの後継であり、EDO DRAM、BEDO DRAMを新たに使用可能とした。加えてL2キャッシュをCPUが持つことによりチップセットから省き、過去に発生していたキャッシュメモリによるトラブルを解決していた。
82441FX（PMC：PCI and Memory Controller）、82442FX（DBX：Data Bus Accelerator）、82371SB（PIIX3：PCI ISA IDE Xcelerator）の3チップで構成され、オプションとして82093AA（I/O APIC：I/O Advanced Programmable Interrupt Controller）を組み合わせてデュアルプロセッサー構成を採用することも可能であった。
後継チップセットは1997年に発売された、Intel 440LXである。

## 仕様
最大メモリ1GB、対応ソケットはSocket 8とSlot 1、FSBの動作周波数は66MHzであった。PCI、USB1.1をサポートする一方、APM、SDRAMへの対応は欠いていた。